# XF86Config
Il file di configurazione XF86Config del progetto XFree86 è usato da server X per modificare i parametri di configurazione essenziali.
È un file di solo testo diviso in diverse sezioni e sottosezioni, tra cui le più importanti sono Files, InputDevice, Monitor, Modes, Screen, Device, e ServerLayout.
Le sezioni possono apparire in qualsiasi ordine, ci possono essere più sezioni per ogni tipo, per esempio avendo più monitor.
Nei sistemi Unix che adottano X.Org, il file che racchiude questa configurazione è xorg.conf che si trova nel percorso /etc/X11/.